# Lina Gollasch
Emilie Wilhelmine Lina Gollasch, auch Lina Sellheim (* 12. Mai 1853 in Halle (Saale); † 27. Dezember 1894) war eine deutsche Kindergärtnerin, Lehrerin und Fröbelpädagogin. Durch sie wurde das erste Kindergärtnerinnen-Ausbildungsseminar 1877 in Halle (Saale) gegründet, das einzige in der damaligen preußischen Provinz Sachsen.

## Leben und Wirken

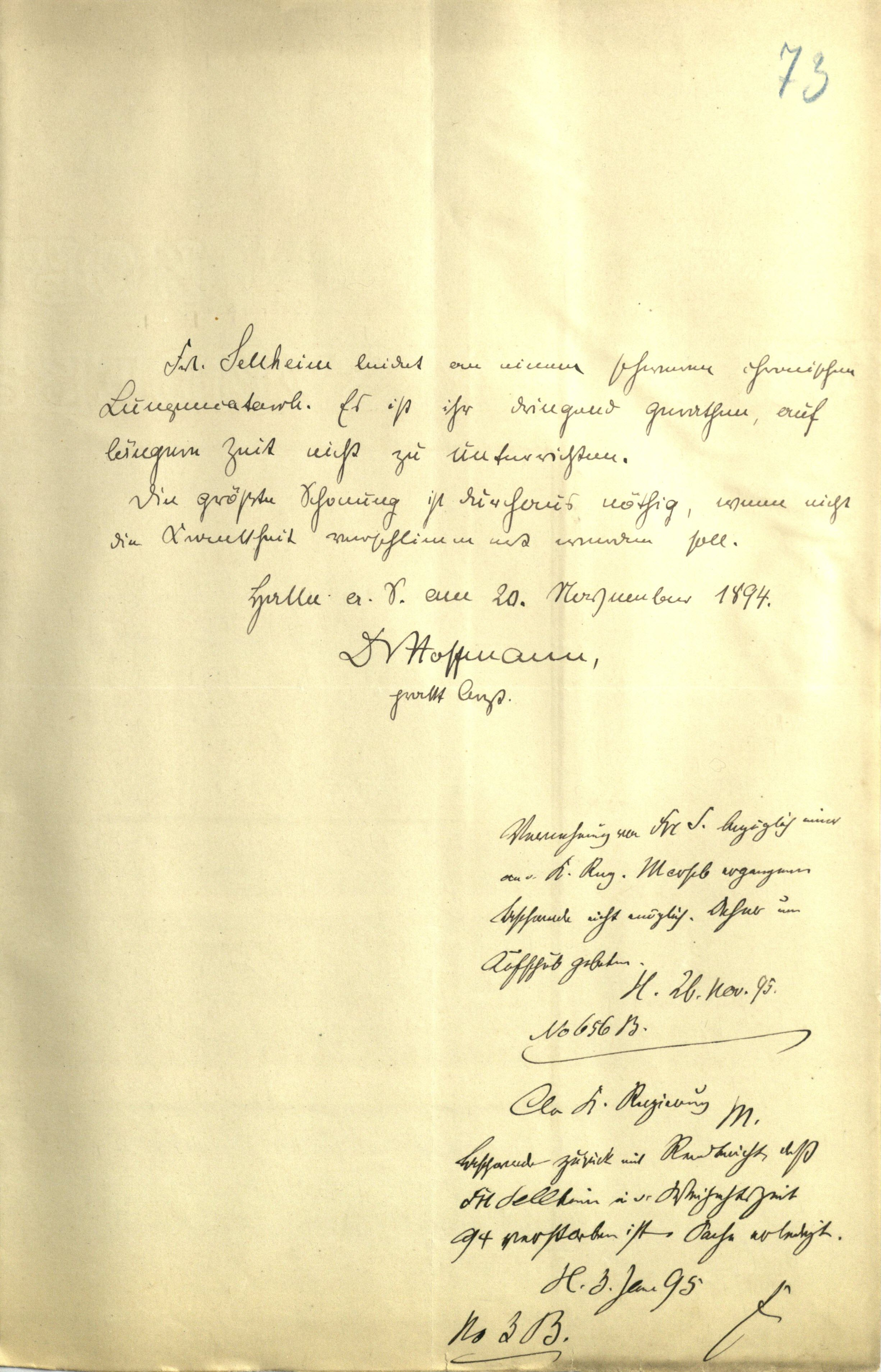
Gutachten zu Sellheims Tod vom 3. Januar 1895 [9

Gollasch war das sechste von acht Kindern des Stellmachermeisters Christian Gollasch (1814/1815–1855) und dessen Frau Caroline Friederike Wilhelmine geborene Zabel († 1895) und wurde als jüngere Zwillingsschwester geboren. Zwei Jahre nach dem Tod des Vaters heiratete ihre Mutter 1857 den Kaufmann August August Friedrich Sellheim. Nunmehr trug Lina den Zusatznamen Sellheim. Aus dieser zweiten Ehe der Mutter entstammten noch einmal fünf Kinder.
Noch als junge Frau besuchte sie eine Kindergärtnerinnen-Ausbildungsstätte. Sie bekannte sich zur Fröbelschen Pädagogik und eröffnete 1877 einen Kindergarten. Nach dem 1863 gegründeten Kindergarten von Marie Wollmann war ihre Einrichtung eine der ersten in Halle. Der erste Kursus in ihrem Seminar zur Ausbildung von Kindergärtnerinnen wurde 1878 abgeschlossen. 1885 erhielt sie die behördliche Anerkennung (Concessionierung) ihrer Einrichtung, bereits seit 1883 wurde sie vom Magistrat der Stadt mit der Überprüfung von weiteren Kindergärten beauftragt. 1888 bestand Sellheim die Prüfungen am Lehrerinnenseminar der Franckeschen Stiftungen.
Laut Sellheims Tätigkeitsbericht von 1890 wurden bis zu diesem Zeitpunkt bereits 242 Kindergärtnerinnen in ihrem Seminar ausgebildet, davon übernahmen nach diesen Angaben 39 Absolventinnen selbst Kindergärten als Vorsteherinnen. Die Kursdauer betrug zwölf (I. Klasse für Kindergärtnerinnen) bzw. sechs Monate (II. Klasse für Helferinnen).
In einem 1891 entstandenen Fächerkanon für die „I. Klasse“ (Jahreskurs) waren folgende Fächer verzeichnet: Pädagogik (Geschichte, Psychologie, Fröbel’sche Kindergarten-Pädagogik), Bibelkunde, Deutsch, Geometrie, Naturgeschichte, Naturlehre und Geografie. Außerdem praxisorientierte Inhalte wie Theorie und Praxis des Kindergartens, Zeichnen, Handarbeit und Gesang sowie fakultativ Französisch-, Englisch- und Musikunterricht. Nach der Fröbel’schen Methode war eine Anleitung zur Erteilung von Elementar-Unterricht in Familien vorgesehen. Dieser Unterricht wurde durch den Einsatz erfahrener Lehrer aus der Stadt praktiziert.
In ihrem letzten Lebensjahr kam es jedoch zu Irritationen und Anschuldigungen, die sich auf die Unterrichtsorganisation und auf die Vergabe von Freistellen bezogen, so dass seitens der Behörden ein Ermittlungsverfahren gegen sie eingeleitet wurde. Bevor die Anschuldigungen geklärt wurden, verstarb Lina Sellheim im Dezember 1894 an einem Lungenleiden, welches schon seit Beginn des Jahres andauerte. Den behördlichen Vermerk über ihren Tod beendete der Kreisschulinspektor Förster mit den Worten: „An K. Regierung M. Beschwerde zurück mit Nachricht daß Frl. Sellheim i. d. Weihnachtszeit 94 verstorben ist. Sache erledigt. H. 3. Jan. 95 No 2 B F“.
Das Seminar zur Ausbildung von Kindergärtnerinnen führte Sellheim erfolgreich bis zu ihrem Tode 1894. Es wurde anschließend in Folge von Georg Erich Eyssell-Weidling, August Emil Laegel und Robert Mayer fortgeführt.

## Werke
Über sich selbst schrieb Sellheim, sie sei eine geprüfte Lehrerin und habe pädagogische Aufsätze in den Zeitschriften Kindergarten (Fachblatt des Fröbelverbandes), Hallische Zeitung und in der Saale-Zeitung veröffentlicht.
- Ein Wort zur Ausbildung von Kindergärtnerinnen. Hallesches Tageblatt, 29. März 1882[12]
- Staatlich concessioniertes Seminar für Kindergärtnerinnen. Halle/S. 1890[6]
- III. Bericht über die Tätigkeit des Instituts in der Zeit vom 1. April 1878 bis 1. Januar 1890
- Fächerkanon Wintersemester 1890/91. Halle/Saale, 1890